# Lasse
|  | Aquest article tracta sobre el municipi al departament de Maine i Loira. Si cerqueu municipi al departament dels Pirineus Atlàntics, vegeu «Lasa». |

Lasse és un municipi francès al departament de Maine i Loira i a la regió de País del Loira. L'any 2007 tenia 251 habitants.

## Geografia
Aquest poble angeví de l'oest de França es troba a l'est de Baugeois, a l'oest de Noyant-Villages, a la carretera D que va de Mouliherne (al sud) a Vaulandry (al nord). Baugé és a 9 km i Saumur a 32 km.
Le Baugeois és la part nord-est del departament de Maine-et-Loire. Limita al sud amb les valls d'Authion i del Loira, i a l'oest amb la vall de la Sarthe.
Les poblacions més properes són Chavaignes (2 km), Auverse (4 km), Pontigné (4 km), Le Guédeniau (6 km), Genneteil (7 km), Mouliherne (8 km), Saint-Martin-d'Arcé (8 km), Bocé (8 km), Chigné (8 km) i Vaulandry (8 km).
L'altitud del municipi oscil·la entre els 64 i els 101 metres5, amb una altitud mitjana de 85 metres, i ocupa prop de 29 km² (2.894 hectàrees).
Lasse es troba a la unitat de paisatge l'altiplà de Baugeois. l'altiplà de Baugeois està format principalment per un altiplà, amb sòls sorrencs, silicis o calcaris, caracteritzats per grans afloraments sedimentaris, cretacis, sorrencs i calcàries amb tonalitats clares.
Part de la població està classificada com a espai natural d'interès ecològic, florístic i faunístic (Zone naturelle d'intérêt écologique, faunistique et floristique, ZNIEFF), per les zones del bosc de Chandelais, bosc de Bellangères, bosc de Lanfray, i bosc de Moine, bosc de Bel Air i boscos propers.
El seu clima és temperat, oceànic. El clima angeví és especialment suau, per la seva ubicació entre influències oceàniques i continentals. Generalment els hiverns són plujosos, les gelades rares i els estius assolellats.
L'any 2009 al municipi de Lasse hi havia 148 habitatges, el 72% dels quals eren habitatges principals, amb una mitjana del departament del 91%, i dels quals el 61% de les llars n'eren propietàries. L'any 2013 hi havia 157 habitatges, dels quals el 72% eren habitatges principals, amb una mitjana del departament del 90%, i dels quals el 61% de les llars n'eren propietàries.

## Demografia

### Població
El 2007 la població de fet de Lasse era de 251 persones. Hi havia 96 famílies de les quals 24 eren unipersonals (24 homes vivint sols), 32 parelles sense fills, 28 parelles amb fills i 12 famílies monoparentals amb fills.
La població ha evolucionat segons el següent gràfic:

### Habitatges
El 2007 hi havia 137 habitatges, 97 eren l'habitatge principal de la família, 18 eren segones residències i 22 estaven desocupats. Tots els 137 habitatges eren cases. Dels 97 habitatges principals, 55 estaven ocupats pels seus propietaris, 40 estaven llogats i ocupats pels llogaters i 2 estaven cedits a títol gratuït; 1 tenia una cambra, 8 en tenien dues, 15 en tenien tres, 22 en tenien quatre i 51 en tenien cinc o més. 70 habitatges disposaven pel capbaix d'una plaça de pàrquing. A 46 habitatges hi havia un automòbil i a 50 n'hi havia dos o més.

### Piràmide de població
La piràmide de població per edats i sexe el 2009 era:
| Homes | Edats   | Dones |
| ----- | ------- | ----- |
| 0     | 95 o +  | 0     |
| 0     | 90 a 94 | 0     |
| 4     | 85 a 89 | 4     |
| 0     | 80 a 84 | 0     |
| 0     | 75 a 79 | 0     |
| 12    | 70 a 74 | 4     |
| 16    | 65 a 69 | 8     |
| 4     | 60 a 64 | 4     |
| 4     | 55 a 59 | 4     |
| 4     | 50 a 54 | 20    |
| 0     | 45 a 49 | 8     |
| 0     | 40 a 44 | 4     |
| 28    | 35 a 39 | 12    |
| 8     | 30 a 34 | 8     |
| 12    | 25 a 29 | 12    |
| 4     | 20 a 24 | 4     |
| 4     | 15 a 19 | 4     |
| 8     | 10 a 14 | 16    |
| 12    | 5 a 9   | 4     |
| 8     | 0 a 4   | 12    |

## Economia
El 2007 la població en edat de treballar era de 151 persones, 116 eren actives i 35 eren inactives. De les 116 persones actives 99 estaven ocupades (53 homes i 46 dones) i 17 estaven aturades (9 homes i 8 dones). De les 35 persones inactives 10 estaven jubilades, 9 estaven estudiant i 16 estaven classificades com a «altres inactius».

### Ingressos
El 2009 a Lasse hi havia 112 unitats fiscals que integraven 291 persones, la mediana anual d'ingressos fiscals per persona era de 14.200 €.

### Activitats econòmiques
Dels 12 establiments que hi havia el 2007, 3 eren d'empreses extractives, 1 d'una empresa alimentària, 1 d'una empresa de fabricació d'altres productes industrials, 1 d'una empresa de construcció, 2 d'empreses de comerç i reparació d'automòbils, 1 d'una empresa de transport, 1 d'una empresa d'hostatgeria i restauració i 2 d'empreses de serveis.
Dels 2 establiments de servei als particulars que hi havia el 2009, 1 era un taller de reparació d'automòbils i de material agrícola i 1 lampisteria.
L'any 2000 a Lasse hi havia 23 explotacions agrícoles que ocupaven un total de 1.729 hectàrees.

## Equipaments sanitaris i escolars
El 2009 hi havia una escola elemental.

## Poblacions properes
El següent diagrama mostra les poblacions més properes.